# 64 파트 1
《64 파트 1》(64 ロクヨン 前編)는 2016년 공개된 일본의 영화이다.

## 줄거리
아이가 없어진다는 것, 그것이 어떤 건지 경찰은 그것도 모르는 겁니까?
‘쇼와 64년(1989년)’ 전대미문의 아동 유괴 살인사건이 발생한다. 하지만 사건은 제대로 수사되지 못한 채 14년이 흐른다. 공소시효를 1년 남긴 어느 날, 새로 취임한 경찰청장은 자신의 업적을 남기고자 ’64 사건’의 재수사를 지시한다. 청장은 보여주기식 재수사를 위해 ’64 사건’의 유족을 방문하려 하고, 경찰 공보관 ‘미카미’는 유족을 찾아 설득해 보지만 딸을 잃은 고통 속에 살아가던 소녀의 아버지는 청장의 방문을 허락하지 않는다. 그의 허락을 구하기 위해 사건을 파헤치던 미카미는 당시 사건을 수사했던 경찰들을 만나면서 그들이 무언가 숨기고 있음을 직감하고 사건의 진실을 추적하기 시작하는데… 모두가 그토록 숨기려 했던, 그 날의 진실이 밝혀진다!

## 배역
- 사토 코이치 : 홍보임원 미카미 역
- 아야노 고 : 스와 역
- 에이쿠라 나나 : 미쿠모 역
- 에이타 : 아키히와 신문기자 역
- 미우라 토모카즈 : 마츠오카 카츠토시 역
- 나카세 마사토시 : 요시오 아마미야 역
- 요시오카 히데타카 : 전직형사 코다 카즈키 역
- 나카무라 토오루 : 교육감 후타와타리 신지 역
- 시이나 깃페이 : 츠지우치 경찰청장 역
- 타키토 켄이치 : 아카마 경찰청장 역
- 오쿠다 에이지 : 아라키다 경찰청장 역
- 나츠카와 유이 : 미카미 미나코 역
- 오가타 나오토 : 마사키 미사토 역
- 쿠보다 마사타카 : 히요시 코이치로 역